# エリシュム1世
エリシュム1世（Erishum I、在位紀元前1939年頃 - 紀元前1900年頃？）は、古アッシリア時代のアッシリアの王。彼の時代を初期アッシリア時代とする場合もある。
イルシュマの息子として生まれたとアッシリア王名表には記載されている。エリシュム1世に関してはアッシリア王として初めて17点に上る多数の碑文が発見されている。彼の治世はアッシリア史の上で一つの転機をなす。即ちアールムの長、または行政官としてリンム職が初めて創設された（アールムとリンムについてはアッシリアの項を参照）。このリンム職はアッシリア政治の根幹部分として、形を変えながらその滅亡まで続くことになる。
また彼の時代の前後からアッシリア商人のアナトリア進出が始まっている。彼はその碑文の中で「鉱物、小麦、羊毛の移動の自由を確立した」と述べていることから、この時期のアッシリア商人の商圏確立に何らかの形で関与していたと考えられる。アナトリアの商業拠点カネシュ（現キュルテペ）からも彼の碑文の写本が発見されている。
死後、息子のイクヌムが王位を継いだ。